# 明朝文学
明朝文学是对明朝（1368年—1644年）的文学状态的概括。明朝是中国历史上最后一个汉族封建王朝，同时期也是封建社会没落，资本主义兴起的时期。明朝是中国传统高雅文学衰落，通俗大众化文学兴盛的时期，其中以“长篇小说”最为辉煌夺目。

## 背景
文学的发展离不开时代背景，明朝文学也是如此。

### 政治
明朝朱元璋开国初期，他极力巩固皇权、强化中央集权，废除丞相制度和三省制度，建立“吏、户、礼、兵、刑、工”内阁六部，各部直接对皇帝负责，建立“锦衣卫”（秘密警察制度），秘密逮捕反对者，监视朝中大臣，实行恐怖的特务统治。:176

### 经济
明朝初年，连年战乱民不聊生，朱元璋实行“休养生息”政策，经济陆续恢复和发展，明朝中后期，资本主义萌芽，使得商业和手工业迅速崛起。

### 思想文化
明朝朱元璋上台以来，实行“愚民政策”，删除《孟子》一书中的部分“民主”思想章节，大力主张“程朱理学”，中后期，民间思想解放运动兴起，王阳明的“心学”大放光芒，王艮、李贽的“左派王学”席卷时代潮流，与官方思想抗衡。:176
明朝教育制度是“八股取士”，钳制知识分子思想，荼毒知识分子灵魂，打压民主进步思想。:176
明朝继承了北宋以来的“文字狱”，对文化实行高压政策，大兴文字狱，压制知识分子的不满和反抗。:176

### 社会
明朝社会矛盾有两条主轴，一是明朝统治阶级内部的权力斗争，即“党争”，尤其是“东林党”和“邪党”之争，后来又是“复社”和魏忠贤的“阉党”之争。:176另一条主轴是民间的阶级斗争，贪官、宦官腐败导致了民间群众的日益不满和造反起义，李自成领导的农民起义最终推翻了这个没落王朝。:176

## 各体裁

### 小说
中国各朝代的“小说”发展非常缓慢，直到明朝才壮大成为文学的主流，取代“诗歌”的霸主地位。中国小说最早可于追溯到魏晋时期，宋元话本是小说的兴起的前奏，明朝长篇小说主要是“章回体小说”，与世界长篇小说不同，它即丰富了中国文化，也丰富了世界文化。
中国上古神话、传说和秦汉史学、人物传记著作为明朝小说的兴起奠定了基础。魏晋志怪、志人小说的诞生，开启了中国古典小说的开端。
唐朝“唐传奇”文学的开启，丰富了古典小说的形式，之前的小说都是片言只语，取材于神话、传说，记录方式是“笔记”、“寓言”，其轮廓简单、体制短小、形象模糊，只是小说的雏形，并不算真正意义上的小说。唐朝“传奇”文学的诞生，标志着小说开始成熟。宋元话本则实现了语言的革新，以前都是文言文，话本更多的是白话。
明朝和清朝长篇章回体小说标志着中国古典小说走向大繁荣和巅峰，清朝末年民国初年的白话文长篇小说兴起，则标志着古典小说的没落。
中国古典小说分为文言小说和白话小说（通俗小说）。明朝的白话小说空前繁荣，短篇小说集有冯梦龙的《三言》（《警世通言》、《喻世明言》、《醒世恒言》）和凌濛初的《二拍》（《初刻拍案惊奇》和《二刻拍案惊奇》），后世也称“拟话本小说”，这些作品的出现，标志着白话短篇小说的繁荣。
明朝长篇小说分为四大类：《三国演义》为代表的历史演义小说；《水浒传》为代表的英雄传奇小说；《西游记》为代表的神话小说；《金瓶梅》为代表的世情小说。其中，《三国演义》、《西游记》、《水浒传》、《金瓶梅》又被誉为“四大奇书”。
中国古典长篇小说只有一个体制，就是“章回体”，由讲史话本演变而来。宋朝话本分为四大类：说经、小说、合生、讲史，只有讲史发扬光大了。现存宋朝话本有《全相平话五种》、《七国春秋平话》，每次到结束的时候总是“欲知后事如何，且听下回分解”，引起悬念，吊观众胃口。这种形式也被引入到了明朝的长篇小说里。
明朝中期后，章回体小说更加成熟，内容更加扩大，艺术上更加细腻、文采，语言更加口语化、通俗化。回目上也由最早的单句到参差不齐的双句再到对仗工整的双句，标志着章回体长篇小说的成熟，其创作特征主要是：
- 题材奇巧深广，情节曲折完整。

题材具有传奇性、偶然性、纵向和横向范围很深，写奇特的事件、传奇的人物，讲述人生和命运。明朝之前的小说一味地追求“离奇”，明朝之后，讲究“奇、巧”，把事物的偶然和必然联系起来，就更加能吸引观众和读者。小说家也更加注重描写“社会生活”，小说体现了小说家对于社会生活的深刻体验，无论是《三国演义》、《水浒传》、《西游记》、《金瓶梅》都隐含着明朝社会的方方面面。
明朝小说情节的形式是：组织上以“人”或“事”为线索；情节结构上，有“单线平行”、“双线平行”或“多线平行”；情节过程更加完整，包括开端、发展、高潮、结局。
- 动态人物刻画

“以动传神”是中国古典长篇小说的显著特征。人物的刻画必须要有“言”和“行”，才能生动活泼，即使不写其姓名，一阅读对他的言行描述，就可以看出其是“某人”。明朝古典长篇小说的突破就是“心理描写”，展现了人物的内心世界和想法，如《金瓶梅》。
- 语言通俗

明朝长篇小说讲究语言通俗，重视口语化，具有明快、洗练、幽默、生动、传神的特征，这是文言不及的。其次，通俗化的语言更加能烘托氛围、建立意境。明朝长篇小说并非完全丢掉文言的使用，在《三国演义》、《水浒传》等作品里，可以看到诗词或韵文的使用，它们典雅富丽，有文白相间、相映成趣的艺术魅力。
- 艺术手法

明朝长篇小说既有浪漫主义，也有现实主义，并且达到了非常高的水平，代表性作品是浪漫主义长篇小说《西游记》，现实主义长篇小说《金瓶梅》。

### 戏剧
明朝的戏剧分为“杂剧”和“传奇”。明朝杂剧是元朝杂剧的余波，总体上是在走向衰落；传奇从宋元南戏上发展而来，到明朝中期进入全盛时期。明朝传奇代表了明朝戏剧的最高成就。

#### 杂剧
杂剧的全盛时期是元朝，到了明朝是强弩之末，明朝杂剧虽然有剧目500多种，剧本家100多人，但是从数量上和艺术成就上，无法和元朝杂剧企及。
明朝杂剧比元朝杂剧有突破，结构方面，它突破了元朝杂剧“四折一楔子”的体制，明朝杂剧有五折、八折的、一折的等等、体制更加自由；剧目的题名上，有的在第一折之前，有的是“副末开扬”的南戏形式；音乐方面，元朝杂剧只用北方曲调，明朝兼用南、北曲调，演唱方面，元朝杂剧是一人主唱到底，明朝杂剧有对唱、轮唱、合唱。
明朝杂剧分为二个时期，以明武宗正德年间作为分界线。前期是统治阶级的附庸，没有现实内容，纯粹歌功颂德，充满了道德说教，代表性人物是：朱有燉、贾仲明、王子一、刘东生，代表性作品有：《黑旋风仗义疏财》、《关云长义勇辞金》。第二个时期的明朝杂剧则非常优秀，代表性人物有：康海、王九思、徐渭，康海的《中山狼》、王九思的《杜甫游春》，借古讽今、鞭挞社会黑暗、抨击腐败当局。徐渭的《四声猿》是明朝杂剧的最高成就，被誉为“明曲第一”，它由四个独立的剧目组成，《狂鼓吏》（祢衡）、《玉蝉师》（月明和尚度柳翠）、《雌木兰》（花木兰）、《女状元》（黄春桃）。《四声猿》取自古代巴蜀民谣“巴东三峡巫峡长，猿鸣三声泪沾裳”，有悲愤、轻礼法、疾世俗的精神，语言豪迈奔放。

#### 传奇
明朝传奇是在南戏的基础上，吸收北曲杂剧的唱腔形成的，篇幅宏大、题材广阔、情节曲折、词采丰富、人物生动；结构上，明朝传奇分“出”，和杂剧的“折”相同，一般是四五十“出”，或者百多“出”，分上下“本”；音乐上，吸取了杂剧同宫曲子联套的方式，杂剧唱北曲，南戏唱南曲，但是明朝传奇是南北曲都唱，同时，传奇不受杂剧“一折一宫调”的限制，可以“借宫犯调”、“换韵”；表演上，传奇各种角色都可以唱，演唱方式也丰富。
传奇的出现，标志着中国古代戏剧的进步和成熟，它占据了明朝和清朝的戏剧舞台，被后人誉为“明清传奇”。
明朝传奇的分界线是嘉靖时期，前期的传奇和杂剧一样，被统治阶级用来宣扬礼教、辅助朝纲、文辞典雅，但是脱离社会劳苦大众，嘉靖之后，传奇走入民间，进入全盛时期，出现了“三大传奇”、“三大戏剧流派”。三大传奇是《宝剑记》、《鸣凤记》、《浣纱记》。三大戏剧流派是：以汤显祖为代表是“临川派”，强调内容、讲究文采、反对格律，又名“文采派”；以沈璟为代表的“格律派”，讲究格律，有“因律害文”的弊端；以梁辰鱼为代表的“昆山派”，讲究音韵和语言的通俗，有“词藻堆砌”的弊端。汤显祖的传奇是明朝传奇的代表，《牡丹亭》是明朝传奇的最高成就。

### 诗歌
明朝的诗歌和文章一同进入了衰落时期，远比明朝小说、戏剧逊色。
明朝初期的元朝遗民宋濂、刘基（刘伯温）、高启等，讲究现实主义，追求反映社会现实和民生疾苦，成就较高，三人被誉为“明初诗文三大家”。明朝中期的杨士奇、杨荣、杨溥的“台阁体”，诗歌追求歌功颂德、赞美太平盛世，只是富贵地主阶级玩弄文字风雅的工具，进入了“形式主义”。明朝末年，于谦、戚继光、顾炎武、陈子龙、夏完淳等人的诗歌，具有刚健之气，饱含民生疾苦、民族气节和爱国主义光辉，含有真情实感和时代精神。

### 文章
明朝的文章成就不高，整个明朝一直陷入了“复古”与“反復古”的争论，毫无“时代创新精神”。明朝的文章模来仿去，一直没有描写现实生活，同时缺乏创新精神，给后世文学带来不利影响，间接促成了清朝“考据派”的兴起。明朝的“小品文”发达，代表人物有张岱，同时明朝的山水游记值得一阅，尤其是徐霞客的《徐霞客游记》。
明朝洪武年间道统文学盛行，宋濂、刘基为主要代表。在《文原》一文中，宋濂强调了文章并非是“辞翰之文”，而是道“象”的显现。其在《白云稿序》也提出，“文非道不立，非道不充，非道不行”。:296刘基的散文相较于宋濂则更多的体现了传统儒学中积极的部分，更多的是以故事论说政治，用质朴的语言反映社会的矛盾和问题，并不过于注重文章的文学性:297。
明朝中期“复古派”盛行，李东阳为代表的“茶陵派”，反对“台阁体”，提出复古来改变文风，“诗宗杜甫、文崇韩、柳（韩愈、柳宗元）”，侧重形式、追求古雅。李梦阳、何景明为代表的“前七子”和李攀龙、王世贞为代表的“后七子”提出“诗必盛唐、文必秦汉”的复古主张，取代了“台阁体”的社会地位。以归有光为代表的“唐宋派”，则推崇唐朝和宋朝的古文，肯定了“唐宋八大家”的地位和贡献，但是也陷入了“形式主义”，对后世没有什么重大影响。
明朝中后期，以袁宗道、袁宏道、袁中道“三袁”为代表的“公安派”，反对“贵古贱今”和“模仿古人”，提出文章要“独抒性灵、不拘格套”，给了“复古派”沉重打击，具有时代进步意义，但是他们没有正视现实的勇气和牺牲精神，只注重形式创新，描写个人游历感受、感情等，不去描述民间劳苦大众的疾苦，使得题材单薄，内容狭窄。钟惺、谭元春为代表的“竟陵派”，继承了公安派的理论，提出“幽深孤峭”的文风观点，来纠正公安派的“浮浅轻率”弊端，但是矫枉过正，反而更加狭窄，更加没有时代创新精神。